# 마이클 갬본
마이클 존 갬본 경(영어: Sir Michael Gambon, CBE, 1940년 10월 19일~2023년 9월 28일)은 아일랜드에서 태어난 배우이다.

## 필모그래피

### 연극
- 1962년 《오셀로》 더블린의 게이트 극장
- 1963년 《햄릿》 올드빅 극장(영국 국립극장)
- 1963년 《세인트 존》 올드빅 극장
- 1963년 《징병관》 올드빅 극장
- 1964년 《안도라》 올드빅 극장
- 1964년 《필록테테스》 올드빅 극장
- 1964년 《오셀로》 올드빅 극장
- 1964년 《태양 제국의 멸망》 치체스터 축제와 올드빅 극장
- 1965년 《시련》 올드빅 극장
- 1965년 《억척 어멈과 그 자식들》 올드빅 극장
- 1965년 《사랑에는 사랑》 올드빅 극장 및 러시아와 독일 투어에서
- 1966년 《주노와 공작》 올드빅 극장
- 1966년 《폭풍》 올드빅 극장
- 1967년 《Events While Guarding the Bofors Gun》 버밍엄 레퍼토리 시어터
- 1967년 《사랑의 시련》 버밍엄 레퍼토리 시어터
- 1967년 《닥터스 딜레마》 버밍엄 레퍼토리 시어터
- 1967년 《세인트 존》 버밍엄 레퍼토리 시어터
- 1968년 《페르 귄트》 버밍엄 레퍼토리 시어터
- 1968년 《오셀로》 버밍엄 레퍼토리 시어터
- 1968년 《맥베스》 빌링엄 포럼 극장
- 1969년 《In Celebration》 리버풀 플레이하우스
- 1969년 《코리올레이너스》 리버풀 플레이하우스
- 1970년 《The Plebeians Rehearse the Uprising》 로열 셰익스피어 컴퍼니의 알드위치 극장
- 1970년 《바버라 소령》 로열 셰익스피어 컴퍼니의 알드위치 극장
- 1971년 《헨리 8세》 로열 셰익스피어 컴퍼니의 알드위치 극장
- 1971년 《When Thou Art King》 로열 셰익스피어 컴퍼니의 라운드하우스
- 1972년 《고위 장교》 길퍼드의 이본 아르노 극장
- 1973년 《Not Drowning But Waving》 그리니치 극장
- 1974년 《The Norman Conquests》 그리니치 극장
- 1975년 《The Norman Conquests》 런던의 글로브 극장
- 1975년 《The Zoo Story》 리젠츠 파크의 야외 극장
- 1976년 《Otherwise Engaged》 퀸 극장
- 1977년 《Just Between Ourselves》 퀸 극장
- 1978년 《Alice's Boys》 런던의 사보이 극장
- 1978년 《Betrayal》 영국 국립극장(올리비에 극장)
- 1979년 《Close of Play》 영국 국립극장(리틀턴 극장)
- 1979년 《리처드 3세》 영국 국립극장(올리비에 극장)
- 1980년 《오셀로》 영국 국립극장(올리비에 극장)
- 1980년 《Sisterly Feelings》 영국 국립극장(올리비에 극장)
- 1980년 《갈릴레이의 생애》 영국 국립극장(올리비에 극장)
- 1981년 《헛소동》 영국 국립극장(올리비에 극장)
- 1982년 《리어 왕》 스트랫퍼드어폰에이번의 로열 셰익스피어 극장
- 1982년 《안토니와 클레오파트라》 스트랫퍼드어폰에이번의 로열 셰익스피어 극장
- 1983년 《리어 왕》 바비칸 센터
- 1983년 《안토니와 클레오파트라》 바비칸 센터
- 1983년 《Tales from Hollywood》 영국 국립극장(올리비에 극장)
- 1985년 《지난 날들》 로열 헤이마켓 극장
- 1985년 《스카보르의 연정》 영국 국립극장(올리비에 극장)
- 1986년 《Tons of Money》 영국 국립극장(리틀턴 극장)
- 1987년 《오페라 다리에서 본 광경》 영국 국립극장(코테슬로 극장)
- 1987년 《A Small Family Business》 영국 국립극장(올리비에 극장)
- 1988년 《산골 사투리》 영국 국립극장(리틀턴 극장)
- 1988년 《바냐 아저씨》 보드빌 극장

### 영화
| 년도   | 제목                                           | 역할                  | 참고                                         |
| ------ | ---------------------------------------------- | --------------------- | -------------------------------------------- |
| 1965년 | 《오델로》                                     | 단역                  |                                              |
| 1973년 | 《낫띵 벗 더 나이트》                          | 그랜트 경위           |                                              |
| 1974년 | 《더 비스트 머스트 다이》                      | 얀 야르모코브스키     |                                              |
| 1985년 | 《자유를 찾아서》                              | 조지 페어베언         |                                              |
| 1988년 | 《파리의 충격》                                | 제럴드 페이지         |                                              |
| 1988년 | 《미싱 링크》                                  | 나레이터              |                                              |
| 1989년 | 《레이첼 페이퍼스》                            | 노드 박사             |                                              |
| 1989년 | 《백색의 계절》                                | 판사                  |                                              |
| 1989년 | 《요리사, 도둑, 그의 아내 그리고 그녀의 정부》 | 알버트 스피카         |                                              |
| 1991년 | 《자유시대》                                   | 살바토레 마란자노     |                                              |
| 1992년 | 《토이즈》                                     | 릴랜드 제보 장군      |                                              |
| 1994년 | 《남자의 비밀》                                | 아이버 거니           |                                              |
| 1994년 | 《탐정 포그와 애완견 애꾸》                    | 필립 코넬             |                                              |
| 1994년 | 《마지막 전사》                                | 조지 경               |                                              |
| 1994년 | 《브라우닝 버전》                              | 프로비셔 박사         |                                              |
| 1995년 | 《베이징 익스프레스》                          | 알렉스                |                                              |
| 1995년 | 《브라우닝 버전》                              | 프로비셔 박사         |                                              |
| 1995년 | 《투 데스》                                    | 다니엘 파베닉         |                                              |
| 1995년 | 《낫씽 퍼스널》                                | 레오나드              |                                              |
| 1996년 | 《메리 라일리》                                | 메리의 아버지         |                                              |
| 1996년 | 《이노센트 슬립》                              | 매더슨 경위           |                                              |
| 1996년 | 《미드나잇 인 상트페테르부르크》               | 알렉스                |                                              |
| 1997년 | 《갬블러》                                     | 표도르 도스토옙스키   |                                              |
| 1997년 | 《도브》                                       | 리오넬 크로이         |                                              |
| 1997년 | 《루나사에서 춤을》                            | 잭 먼디 신부          |                                              |
| 1999년 | 《젠틀맨 하이웨이맨》                          | 깁슨 경               |                                              |
| 1999년 | 《원숭이 이야기》                              | 마르틴                | 프랑스 애니메이션의 영판 더빙                |
| 1999년 | 《데드 온 타임》                               | 모리스                |                                              |
| 1999년 | 《인사이더》                                   | 토마스 샌드퍼         |                                              |
| 1999년 | 《마지막 10월》                                | 리차드 네일러 경      |                                              |
| 1999년 | 《슬리피 할로우》                              | 볼터스 반 태슬        |                                              |
| 2001년 | 《고스포드 파크》                              | 윌리엄 매코들 경      |                                              |
| 2001년 | 《샤롯 그레이》                                | 르바드                |                                              |
| 2001년 | 《하이힐 앤 로우 라이프》                      | 캐리건                |                                              |
| 2001년 | 《크리스마스 캐롤》                            | 유령(목소리)          |                                              |
| 2002년 | 《못말리는 알리》                              | 수상                  |                                              |
| 2003년 | 《꼬마늑대의 엉뚱한 모험》                     | 빅배드 삼촌(목소리)   |                                              |
| 2003년 | 《오픈 레인지》                                | 덴튼 박스터           |                                              |
| 2003년 | 《실비아》                                     | 토마스 교수           |                                              |
| 2003년 | 《딥 블루》                                    | 나레이터              |                                              |
| 2004년 | 《해리 포터와 아즈카반의 죄수》                | 알버스 덤블도어       |                                              |
| 2004년 | 《스탠딩 룸 온리》                             | 래리                  |                                              |
| 2004년 | 《빙 줄리아》                                  | 지미 랭턴             |                                              |
| 2004년 | 《월드 오브 투모로우》                         | 모리스 페일리         |                                              |
| 2004년 | 《레이어 케이크》                              | 에디 템플             |                                              |
| 2004년 | 《스티브 지소와의 해저 생활》                  | 오시어리 드라쿨리아스 |                                              |
| 2005년 | 《스토리스 오브 로스트 소울스》                | 래리                  | 2003년에 촬영한 "스탠딩 룸 온리"가 담긴 영화 |
| 2005년 | 《해리 포터와 불의 잔》                        | 알버스 덤블도어       |                                              |
| 2006년 | 《오멘》                                       | 요하네스 부겐하겐     |                                              |
| 2006년 | 《굿 셰퍼드》                                  | 프레더릭스 교수       |                                              |
| 2006년 | 《존 더피스 브라더》                           | 나레이터              |                                              |
| 2006년 | 《어메이징 그레이스》                          | 찰스 폭스 경          |                                              |
| 2007년 | 《굿 나잇》                                    | 앨런 웨이거트         |                                              |
| 2007년 | 《베이커》                                     | 레오                  |                                              |
| 2007년 | 《알프스:아버지의 꿈을 찾아서》                | 나레이터              |                                              |
| 2007년 | 《해리 포터와 불사조 기사단》                  | 알버스 덤블도어       |                                              |
| 2008년 | 《브라이즈헤드 리비지티드》                    | 마치메인 경           |                                              |
| 2009년 | 《해리 포터와 혼혈 왕자》                      | 알버스 덤블도어       |                                              |
| 2009년 | 《판타스틱 Mr. 폭스》                          | 프랭클린 빈           |                                              |
| 2010년 | 《일라이》                                     | 조지                  |                                              |
| 2010년 | 《해리 포터와 죽음의 성물 1부》                | 알버스 덤블도어       |                                              |
| 2010년 | 《킹스 스피치》                                | 조지 5세              |                                              |
| 2011년 | 《해리 포터와 죽음의 성물 2부》                | 알버스 덤블도어       |                                              |
| 2012년 | 《콰르텟》                                     | 세드릭 리빙스톤       |                                              |
| 2014년 | 《유니티》                                     | 나레이터              |                                              |
| 2015년 | 《노인 부대》                                  | 고드프리 이병         |                                              |
| 2017년 | 《킹스맨: 골든 서클》                          | 아서                  |                                              |
| 2017년 | 《빅토리아 & 압둘》                            | 솔즈베리 경           |                                              |
| 2017년 | 《패딩턴 2》                                   | 파스투조 삼촌         | 목소리                                       |
| 2017년 | 《바이스로이즈 하우스》                        |                       |                                              |
| 2017년 | 《매드 투 비 노멀》                            |                       |                                              |
| 2017년 | 《마이 네임 이즈 레니》                        |                       |                                              |
| 2018년 | 《크리미널: 해튼가든》                         | 빌리                  |                                              |
| 2018년 | 《더 데스 앤 라이프 오브 존 F. 도노반》        |                       |                                              |
| 2018년 | 《더 라스트 위트니스》                         |                       |                                              |
| 2019년 | 《주디》                                       | 버나드 델몬트         |                                              |

## 서훈[2]
- 1990년 대영 제국 훈장 3등급(CBE) 수훈
- 1998년 기사작위(Knight Bachelor) 서임